# 아레델

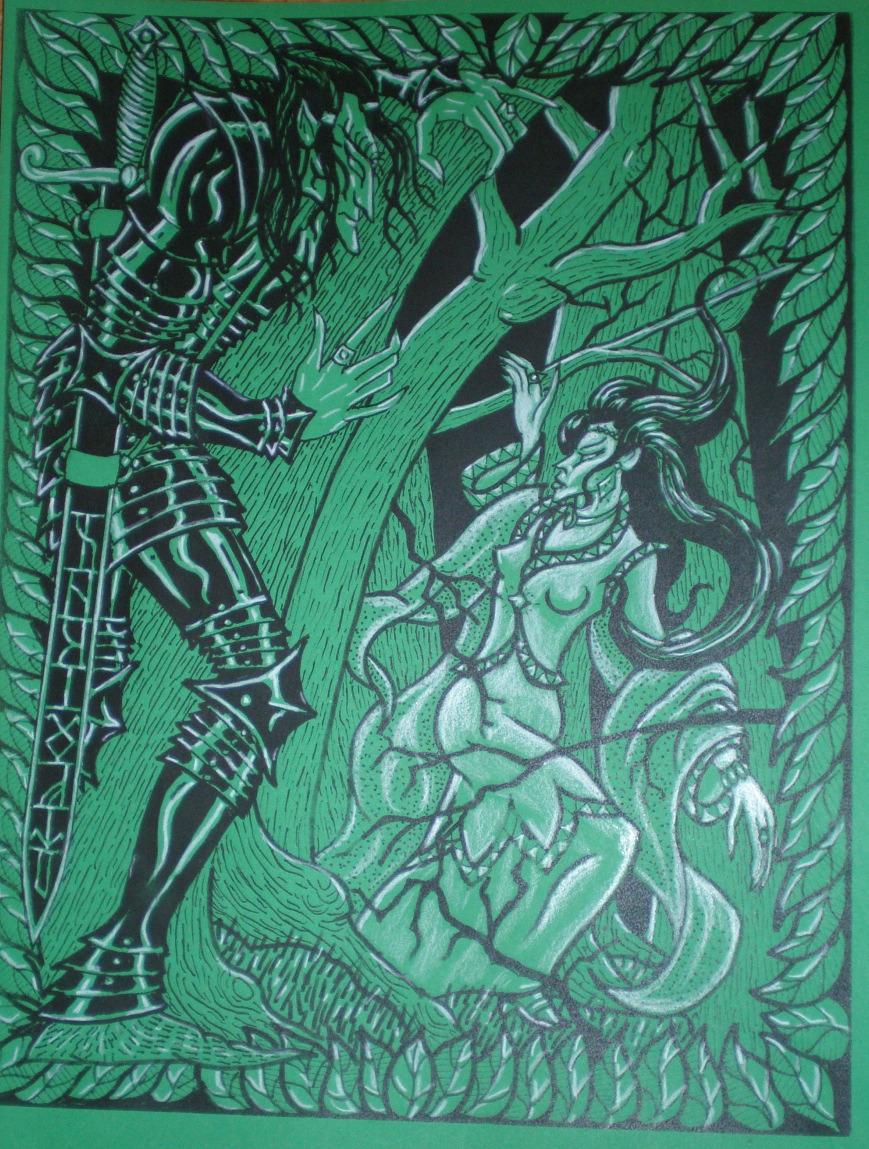

아레델은 핑골핀의 딸이자 마이글린의 어머니이다. 대부분의 놀도르처럼 발리노르에서 가운데땅으로 왔다. 친분이 있는 사촌 켈레고름, 쿠루핀을 만나러 가던 길에 실종되었다가 에올을 만나 혼인하고 마이글린을 낳았다.
에올 몰래 아들과 곤돌린으로 돌아갔다가 추적한 에올에게 상처를 입고 죽었다.